# Aa Ab Laut Chalen
Aa Ab Laut Chalen (angielski tytuł: Let's Go Back, rosyjski: Wozwraszczenije domoj) – bollywoodzki dramat romantyczny z elementami musicalu wyreżyserowany w 1999 roku przez Rishiego Kapoora. W rolach głównych wystąpili Akshaye Khanna i Aishwarya Rai. Rajesh Khanna zagrał rolę ojca. Tematem filmu jest rozdarcie między miłością i wiernością rodzinie a pragnieniem bogactwa, sukcesu materialnego. Film przedstawia starcie dwóch kultur: bardziej nastawionej na materializm kultury amerykańskiej i przywiązującej większą wagę do więzi rodzinnych i przyjaźni kultury indyjskiej. Bohaterowie filmu zakochują się, porzucają siebie, jednają się ze sobą.

## Fabuła
Rohan Khanna (Akshaye Khanna), bezrobotny wykształcony Indus, wyjeżdża do Nowego Jorku, licząc na lepsze życie, ale Ameryka nie spełnia jego oczekiwań. Jego kolega z dzieciństwa zmienia się w Ameryce i pozostawia Rohana samemu sobie. Rohanowi dzięki pomocy obcych ludzi – Pakistańczyka Pasztuna Sardara (Kader Khan) i indyjskiego Sikha Iqbala (Jaspal Bhatti) – z trudem udaje się znaleźć pracę najpierw taksówkarza, potem pomywacza w restauracji. On z kolei pomaga zrozpaczonej dziewczynie, Pooji, która chce uniknąć przymusowego małżeństwa i nie ma za co wrócić do Indii. Pooja (Aishwarya Rai) zakochuje się w swoim wybawcy, ale Rohan nie zauważa jej miłości. Pochłania go pragnienie wzbogacenia się w Ameryce. Wpada na pomysł poślubienia indyjskiej dziewczyny z obywatelstwem amerykańskim. Dzięki temu miałby szansę uzyskać „zieloną kartę”, umożliwiającą mu dorabianie się w Ameryce. Pooja jest niepocieszona. Pojawia się więc następujący problem: czy Ameryka spełni marzenia Rohana, a jeśli tak, to za jaką cenę?

## Obsada
- Rajesh Khanna – Balraaj Khanna
- Akshaye Khanna – Rohan Khanna
- Aishwarya Rai – Pooja Walia
- Suman Ranganathan – Loveleen
- Navin Nischol – Ashwin
- Kader Khan – Sardar
- Paresh Rawal – oficer policji Jack Patel
- Satish Kaushik – Chaurasia
- Jaspal Bhatti – Iqbal
- Vivek Vaswani – Vaswani
- Himani Shivpuri
- Alok Nath – dziadek Rohana
- Moushumi Chatterjee – matka Rohana
- Jatin Sial
- Aditya Hitkari
- Sulabha Arya – Swarno, matka Ranjita
- Lazzaro
- Achyut Potdar – Lekh Kapoor, ojciec Ranjita

## Piosenki
1. Yehi hai Pyar Mera dil tera deewana
2. Aa Ab Laut Chalen
3. Yaaron Maaf Karna
4. Jis Desh Men Jai Ganga Behti Hai
5. Tere Bin Ek Pal

## Informacje dodatkowe
- Inny film porównujący też dwa style życia, amerykański (krytycznie) i indyjski (gloryfikując), to Pardes (z Shah Rukh Khanem).
- W Nowym Jorku rozgrywa się też akcja takich filmów bollywoodzkich jak Zakochać się jeszcze raz, Gdyby jutra nie było i Nigdy nie mów żegnaj.
- Film ten rozpoczyna się sceną ze święta Holi pokazywanego też w filmach z Shah Rukh Khanem: Darr, Deewana i Mohabbatein, ale też w Rebeliancie (z Aamir Khanem).
- Jednanie się jest częstym tematem bollywoodzkich filmów. Motyw pojednania się z ojcem występuje np. w filmie Czasem słońce, czasem deszcz.
- Aishwarya Rai i Akshaye Khanna grają też razem w Taal.
- Akshaye Khanna otrzymał w 1997 Nagrodę Filmfare za Najlepszy Debiut za Border, a w 2001 Nagrodę Filmfare dla Najlepszego Aktora Drugoplanowego w Dil Chahta Hai (z Aamir Khanem).